# 대한민국 독도향우회
대한민국 독도향우회(大韓民國獨島鄕友會)는 일본의 독도 영유권 주장에 대항하기 위해서 설립된 대한민국의 시민단체이다. 회장은 전 서울시의회 의원인 최재익이다.

## 활동 및 역사
2004년 1월, 독도향우회는, 독도가 한국 행정의 관할하에 있는 것을 어필하기 위해서, 경북 울릉군 울릉읍의 독도리를 이장 선출 선거를 실시해, 초대 이장으로 최재익을 선출했다.(참고로 여기서의 이장은 행정적인 권한이 없다.)
2005년 3월, 일본 시마네현의 의회가 다케시마의 날(1905년 2월 22일의 일본 독도 "영유"를 기념하는 날) 제정활동을 활발화시킨 이후, 향우회는 서울의 주한 일본 대사관앞에서 일장기를 태우는 등 항의 활동을 행했다. 또한 3월 16일, 최재익은 시마네 현에서 항의 활동을 행하려고 했지만, 일본 경찰에게 경고를 받았다.

## 같이 보기
- 독도